# عزلة بني سويد (ذمار)
عزلة بني سويد هي إحدى عزل مديرية ضوران انس في محافظة ذمار اليمنية ويبلغ تعداد سكانها 7899 نسمة حسب التعداد السكاني في اليمن لعام 2004.